# Orderic Vitalis
Ordericus Vitalis, född 1075, död ca 1142 var en engelsk historiker som skrev en av de stora krönikorna över 1000- och 1100-talets Normandie och England. 